# REC 3: Geneza
[●REC] 3: Geneza (hiszp. [•REC]³: Génesis) – hiszpański horror z 2012 roku, napisany i wyreżyserowany przez Paco Plazę; sequel filmów [●REC] (2007) i [●REC] 2 (2009). Obraz został negatywnie odebrany przez krytyków, ze względu na odejście od tonu swoich dwóch prequeli.

## Opis fabuły
Dwoje zakochanych bierze ślub. Po uroczystości odbywa się huczne wesele. Cała rodzina była na niej obecna. Jednak złośliwy wirus dostał się na zabawę i zaczął zarażać kolejnych członków rodziny. Przerażona panna młoda musi poradzić sobie w walce o przetrwanie z krwiożerczymi zombie.

## Obsada
- Leticia Dolera jako Clara
- Diego Martín jako Koldo
- Alex Monner jako Adrián
- Claire Baschet jako Natalie
- Mireia Ros jako Menchu
- Ismael Martínez jako Rafa
- Emilio Mencheta jako Víctor
- Ana Isabel Velasquez jako Wendy
- Blai Llopis jako Quiquín
- Itziar Castro jako Paloma
- Alberto Sevillano de los Rios jako Kiko
- Luis Miguel Luengo jako Cristian
- Fernando Guillen jako Javito
- Javier Botet jako Tristana Medeiros